# Музей археології Середземномор'я
Музей археології Середземномор'я (фр. Musée d'archéologie méditerranéenne) — археологічний музей в Марселі (Франція).

## Експозиції
На першому поверсі музею розташовані два відділи: єгипетські старожитності та класичні античні старожитності. Регіональну археологію було передано до Музею історії Марселя. На другому поверсі знаходяться зали африканських, океанічних та корінних американських мистецтв.

## Галерея

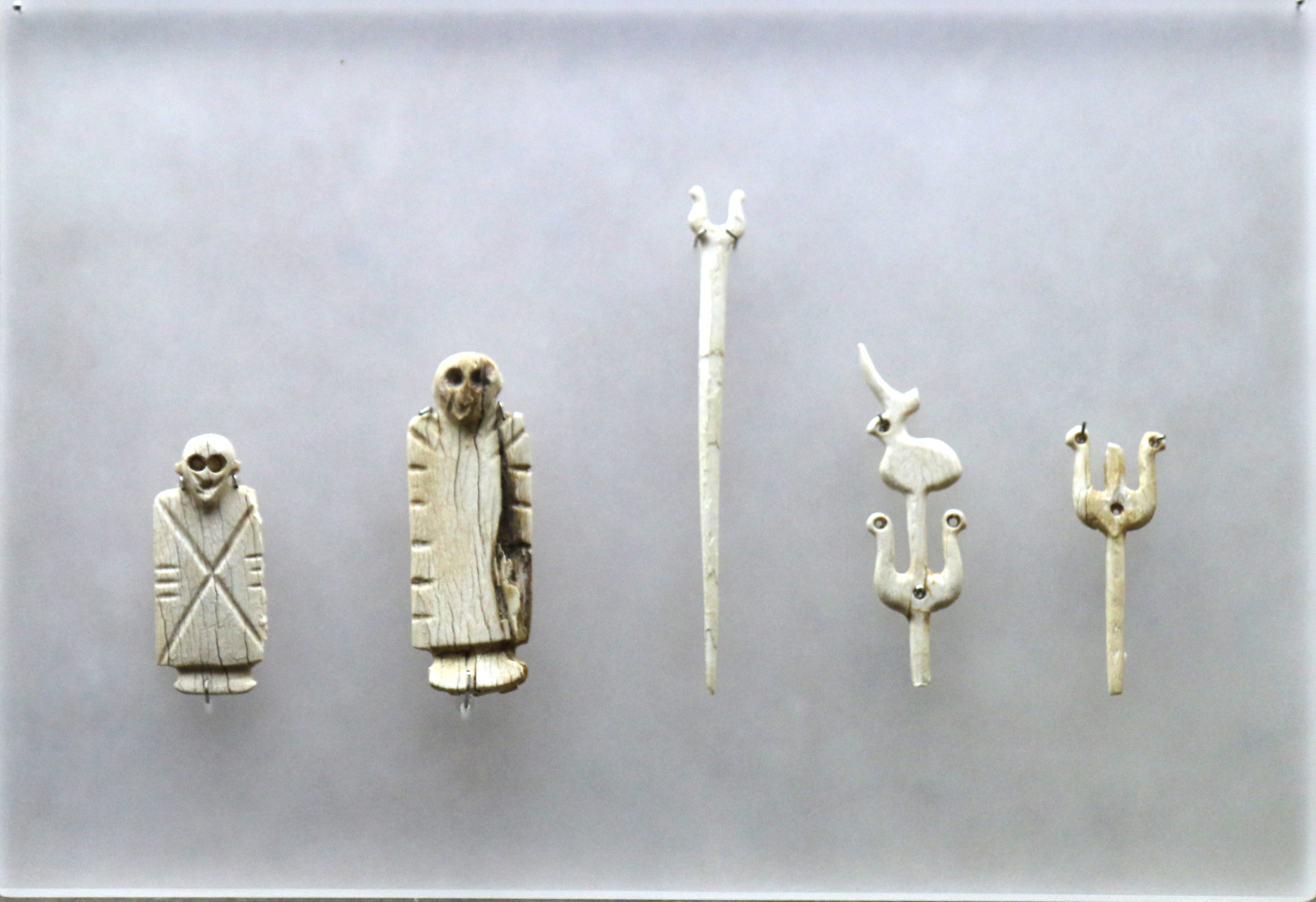
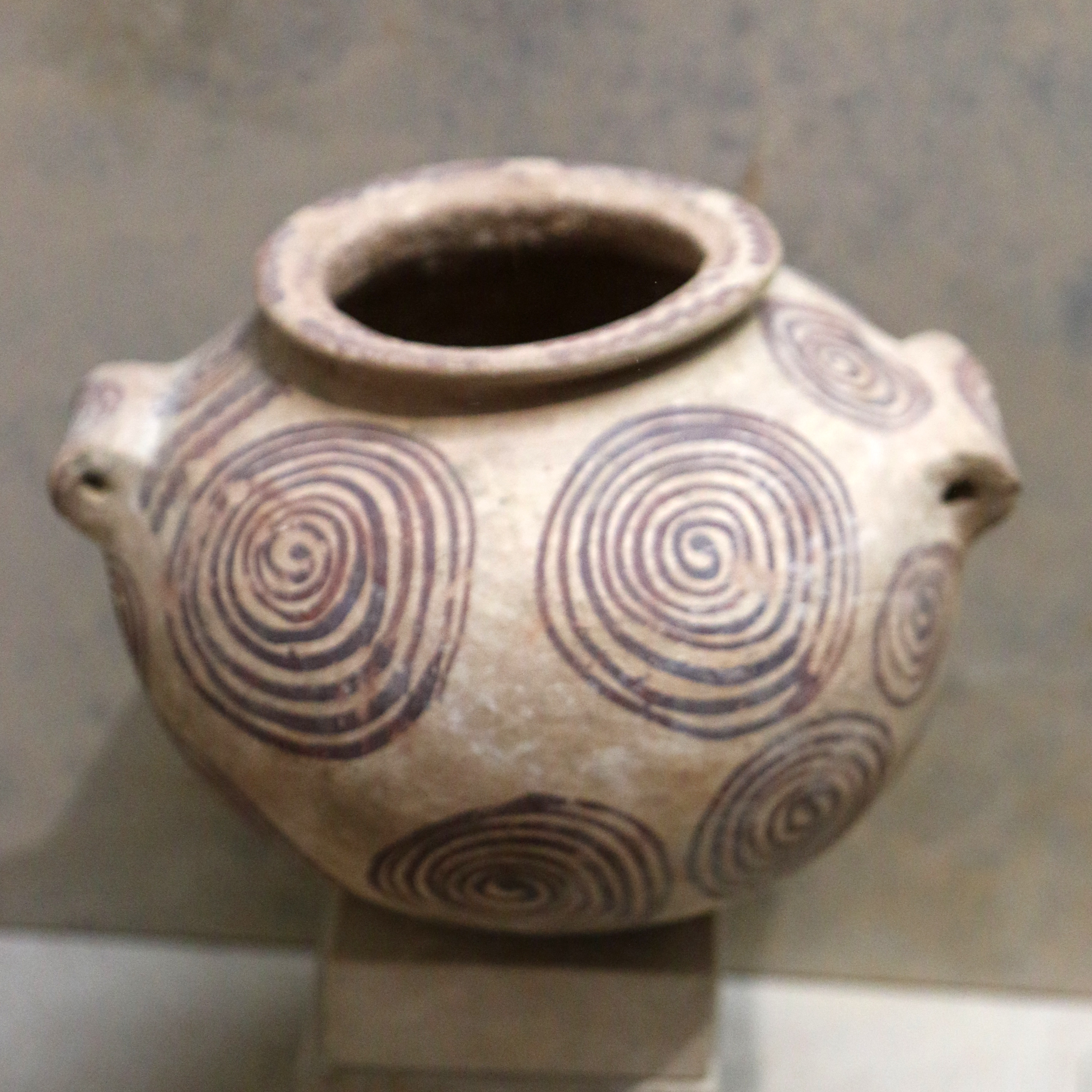
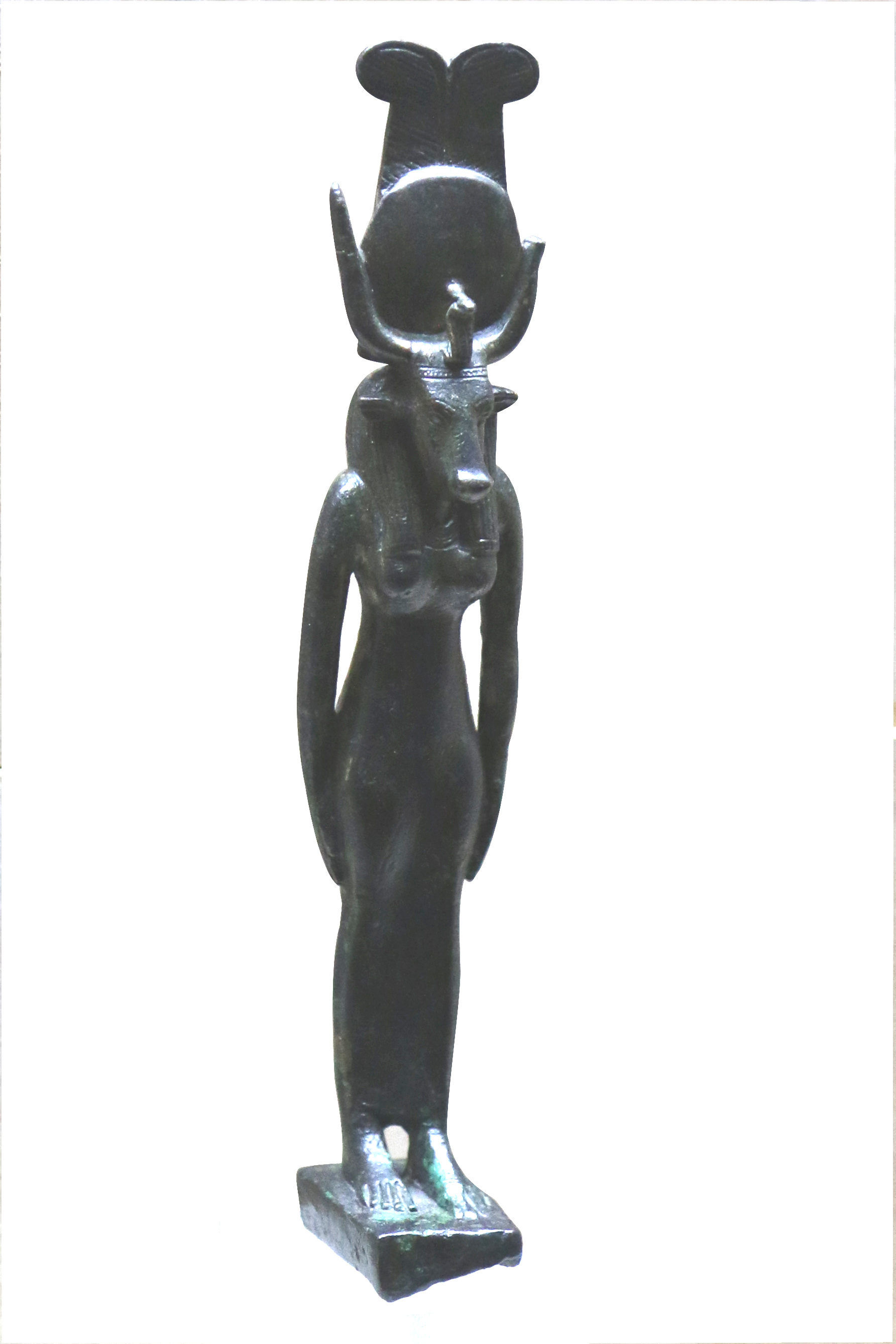
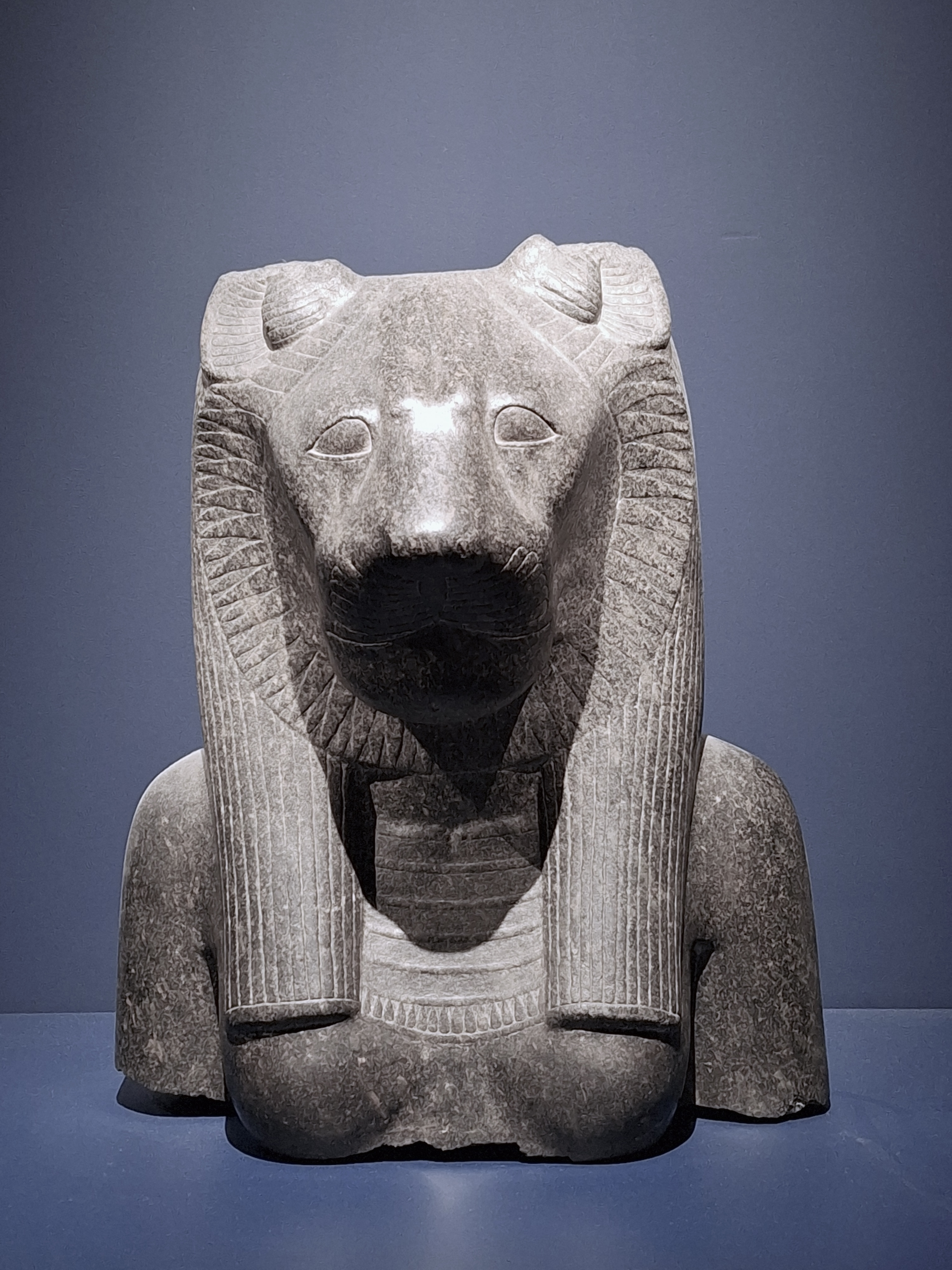
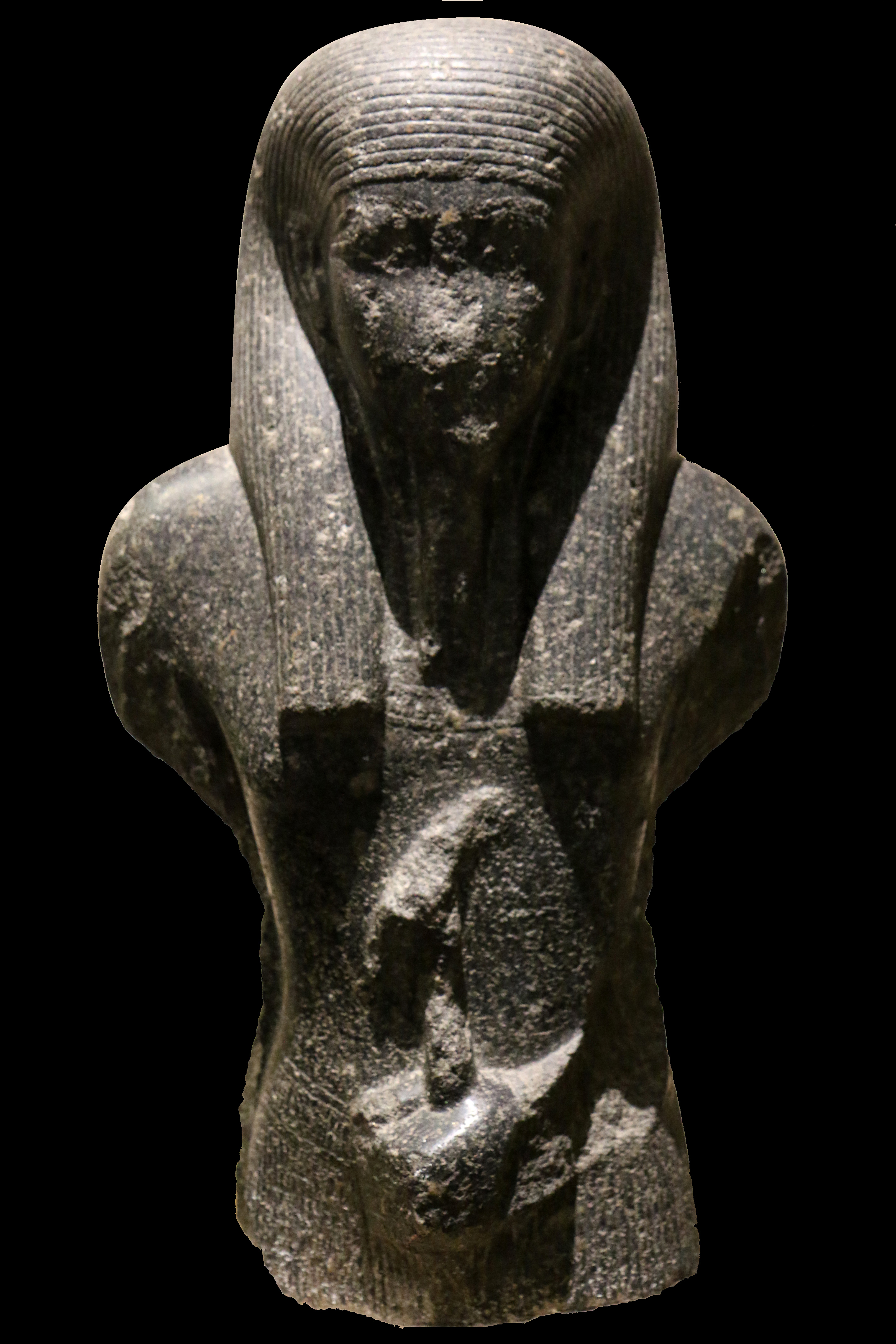